# Wesley Ribeiro Silva
Wesley Ribeiro da Silva, mais conhecido como Wesley (Salvador, 30 de março de 1999), é um futebolista brasileiro que atua como ponta-equerda. Atualmente joga pelo Internacional.

## Carreira

### Palmeiras
Wesley chegou à base do time do Palmeiras no ano de 2016. Atuando como atacante de velocidade pelos lados do campo, ganhou destaque desde o time Sub-17 e fez parte do elenco Sub-20 nas temporadas de 2017, 2018 e 2019, conquistando, por esta categoria, três vezes o Campeonato Paulista (2017, 2018 e 2019), o Campeonato Brasileiro (2018), a Copa RS (2018) e a Copa do Brasil (2019).

#### Empréstimo ao Vitória
Em 2019 foi emprestado ao Vitória para a disputa do Campeonato Brasileiro - Série B. A contratação de Wesley fez parte da negociação que o Vitória fez para ceder o atacante Luan Silva ao Palmeiras até junho de 2020, por empréstimo com valor fixado dos direitos econômicos. Estreou como jogador profissional na partida diante do Sport em Recife, no dia 9 de junho de 2019, em partida válida pela sétima rodada. Na ocasião o Vitória saiu derrotado por 3-1, Wesley participou do único gol do Clube, realizando uma assistência para Anselmo Ramon aos 29 minutos do primeiro tempo, empatar a partida. Marcou o primeiro gol da carreira como profissional na vitória diante do Paraná, em 11 de agosto de 2019, por 2-0, em partida válida pela décima quinta rodada. Foi dele o segundo gol da partida, aos 40 minutos do primeiro tempo.

### Retorno ao Palmeiras

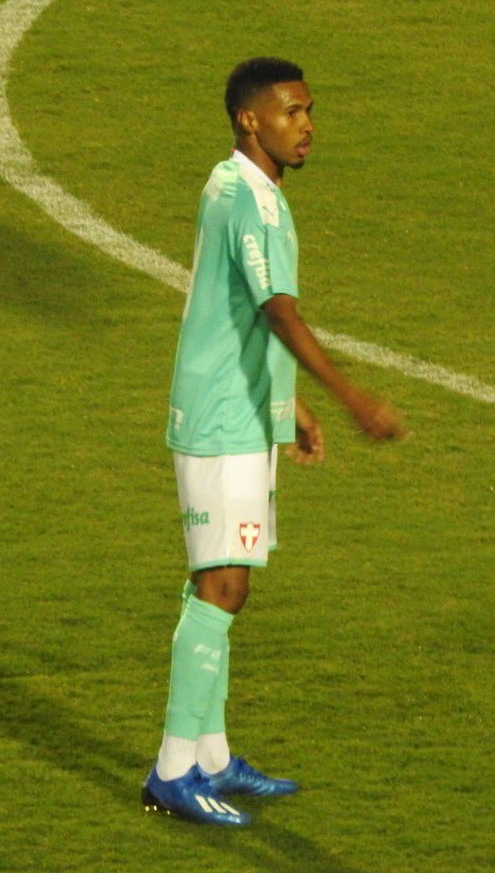
Wesley, pelo Palmeiras, em 2020

#### 2020
De volta ao Palmeiras e integrado ao elenco profissional, estreou pelo clube em uma partida válida pela Florida Cup de 2020, entrando no segundo tempo do jogo contra o Atlético Nacional. Sua estreia em jogos oficiais se deu diante do Oeste em partida válida pelo Campeonato Paulista, em 29 de janeiro de 2020, substituindo Gustavo Scarpa aos 9 minutos do segundo tempo.
Seu primeiro gol pelo time profissional do Palmeiras foi marcado diante do Bolívar (Bolívia), em partida válida pela Copa Libertadores da América de 2020. Wesley anotou o segundo gol do time na vitória por 5-0, que classificou o Clube antecipadamente para a fase final da competição.
Em sua primeira temporada como profissional do Palmeiras conquistou o Campeonato Paulista, a Copa Libertadores e a Florida Cup. O jogador porém desfalcou o time na reta final da temporada devido a uma lesão no joelho.

#### 2021
Como a temporada 2020 adentrou até março de 2021, recuperou-se da lesão em tempo de disputar as finais da Copa do Brasil. Na decisão contra o Grêmio, Wesley participou das duas partidas. Foi dele, inclusive, o primeiro gol marcado na partida de volta, disputada no Allianz Parque, após passe de Raphael Veiga, aos sete minutos do segundo tempo. Com vitória nos dois jogos, 1-0 em Porto Alegre e 2-0 em São Paulo, o Palmeiras conquistou, na ocasião, a sua quarta Copa do Brasil.

#### 2022
Wesley completou cem jogos pelo Palmeiras em abril de 2022, na vitória por 3–0 sobre o Corinthians, pelo Campeonato Brasileiro. Em junho, renovou seu contrato com o Palmeiras até o fim de 2025.
Em 2022, Wesley fez 47 jogos, marcou três gols e deu cinco assistências, além de conquistar os títulos do Campeonato Paulista, Recopa Sul-Americana e do Campeonato Brasileiro. Ele encerrou seu ciclo no Palmeiras tendo disputado 125 partidas, com 13 gols marcados e quatro assistências distribuídas. Mas sem nunca ser titular absoluto.

### Cruzeiro
2023
Em dezembro de 2022, Wesley assinou um contrato de quatro anos com o Cruzeiro. O clube mineiro pagou cerca de 16 milhões de reais pela transferência junto ao Palmeiras.
Encerrou sua passagem pelo Cruzeiro tendo disputado 42 partidas, marcado quatro gols e distribuído duas assistências. Ele foi titular durante a maior parte do ano, mas perdeu espaço na reta final de sua passagem após más atuações.

### Internacional
2024
Em 16 de fevereiro de 2024, Wesley foi anunciado pelo Internacional, assinando um contrato de três temporadas. Ele teve 50% dos direitos adquiridos pelo Colorado junto ao Cruzeiro por cerca de 2 milhões de euros (R$ 10,7 milhões). Fez sua estreia e também marcou seu primeiro gol pelo Internacional no dia 2 de março, contra o Juventude, em partida do Campeonato Gaúcho.
Em 2024, Wesley se firmou como um dos principais atletas do elenco desde a chegada do técnico Roger Machado. Com a temporada encerrada, obteve 13 gols marcados e duas assistências. No Brasilirão ele fez 33 jogos (30 como titular), 11 golos, anotou 1 assistências e 77 minutos por jogo.

## Estatísticas
Atualizadas até 8 de dezembro de 2024.
Clubes
| Equipe            | Temporada         | Campeonato nacional | Campeonato nacional | Campeonato nacional | Copa nacional[a] | Copa nacional[a] | Copa nacional[a] | Competições continentais[b] | Competições continentais[b] | Competições continentais[b] | Outros torneios[c] | Outros torneios[c] | Outros torneios[c] | Total | Total | Total   |
| Equipe            | Temporada         | Jogos               | Gols                | Assist.             | Jogos            | Gols             | Assist.          | Jogos                       | Gols                        | Assist.                     | Jogos              | Gols               | Assist.            | Jogos | Gols  | Assist. |
| ----------------- | ----------------- | ------------------- | ------------------- | ------------------- | ---------------- | ---------------- | ---------------- | --------------------------- | --------------------------- | --------------------------- | ------------------ | ------------------ | ------------------ | ----- | ----- | ------- |
| Vitória           | 2019              | 28                  | 5                   | 0                   | —                | —                | —                | —                           | —                           | —                           | —                  | —                  | —                  | 28    | 5     | 0       |
| Vitória           | Total             | 28                  | 5                   | 0                   | —                | —                | —                | —                           | —                           | —                           | —                  | —                  | —                  | 28    | 5     | 0       |
| Palmeiras         | 2020              | 15                  | 2                   | 2                   | 4                | 2                | 0                | 3                           | 1                           | 3                           | 5                  | 0                  | 1                  | 27    | 5     | 6       |
| Palmeiras         | 2021              | 23                  | 4                   | 2                   | 2                | 0                | 0                | 12                          | 0                           | 1                           | 15                 | 1                  | 0                  | 52    | 5     | 3       |
| Palmeiras         | 2022              | 19                  | 1                   | 1                   | 2                | 0                | 0                | 9                           | 0                           | 4                           | 16                 | 2                  | 0                  | 46    | 3     | 5       |
| Palmeiras         | Total             | 57                  | 7                   | 5                   | 8                | 2                | 0                | 24                          | 1                           | 8                           | 36                 | 3                  | 1                  | 125   | 13    | 14      |
| Cruzeiro          | 2023              | 29                  | 4                   | 1                   | 4                | 0                | 0                | —                           | —                           | —                           | 9                  | 0                  | 1                  | 42    | 4     | 2       |
| Cruzeiro          | Total             | 29                  | 4                   | 1                   | 4                | 0                | 0                | —                           | —                           | —                           | 9                  | 0                  | 1                  | 42    | 4     | 2       |
| Internacional     | 2024              | 32                  | 11                  | 1                   | 4                | 0                | 0                | 8                           | 1                           | 1                           | 3                  | 1                  | 0                  | 46    | 13    | 2       |
| Internacional     | Total             | 31                  | 10                  | 1                   | 4                | 0                | 0                | 8                           | 1                           | 1                           | 3                  | 1                  | 0                  | 46    | 13    | 2       |
| Total na carreira | Total na carreira | 145                 | 26                  | 7                   | 16               | 2                | 0                | 32                          | 2                           | 9                           | 48                 | 4                  | 2                  | 241   | 35    | 18      |

- a. ^ Jogos da Copa do Brasil
- b. ^ Jogos da Copa Libertadores da América e Recopa Sul-Americana
- c. ^ Jogos do Florida Cup, Campeonato Paulista, Supercopa do Brasil, Campeonato Mineiro e Campeonato Gaúcho

## Títulos
Palmeiras
- Campeonato Paulista: 2020 e 2022
- Copa Libertadores da América: 2020 e 2021
- Copa do Brasil: 2020
- Recopa Sul-Americana: 2022
- Campeonato Brasileiro: 2022

Internacional
- Campeonato Gaúcho: 2025

#### Prêmios individuais
- Melhor Jogador da Final da Copa do Brasil: 2020[19]
- Seleção da Final da Copa do Brasil: 2020[20]